# Regione naturale e storico-culturale delle Bocche di Cattaro
La regione naturale e storico-culturale delle Bocche di Cattaro è un patrimonio dell'umanità situato in Montenegro e inserito nella lista dell'UNESCO nel 1979. Il sito include il centro storico della città di Cattaro (Kotor), le sue fortificazioni e la regione che circonda le Bocche di Cattaro, per una superficie complessiva di circa 146 km².
Nel 2017 le fortificazioni di Cattaro sono state incluse anche in un altro sito UNESCO: le Opere di difesa veneziane tra XVI e XVII secolo: Stato da Terra-Stato da Mar occidentale.

## Descrizione

### La città vecchia di Cattaro

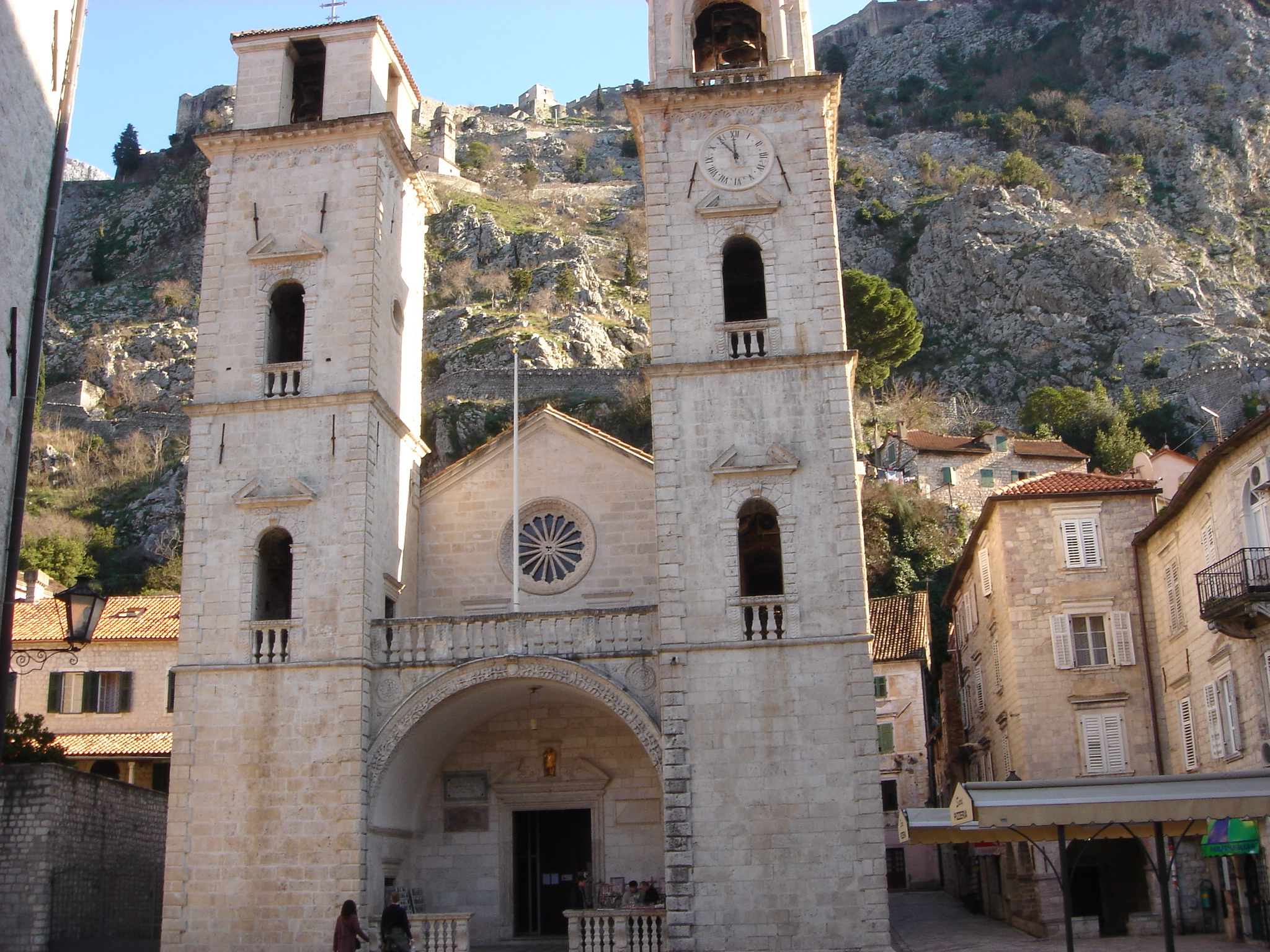
La Cattedrale di San Trifone

La città vecchia di Cattaro, circoscritta da fortificazioni difensive, è caratterizzata da un paesaggio medievale ben conservato e restaurato, all'interno del quale è possibile trovare edifici di notevole interesse architettonico, come la Cattedrale di San Trifone (costruita nel 1166).
Il 15 aprile 1979 il terremoto del Montenegro del 1979 ha gravemente danneggiato la città e per questo motivo quello stesso anno il sito è entrato nella lista dei patrimoni dell'umanità in pericolo. Grazie a importanti opere di consolidamento e monitoraggio, nel 2003 il sito è stato cancellato da questa lista.

### Le fortificazioni

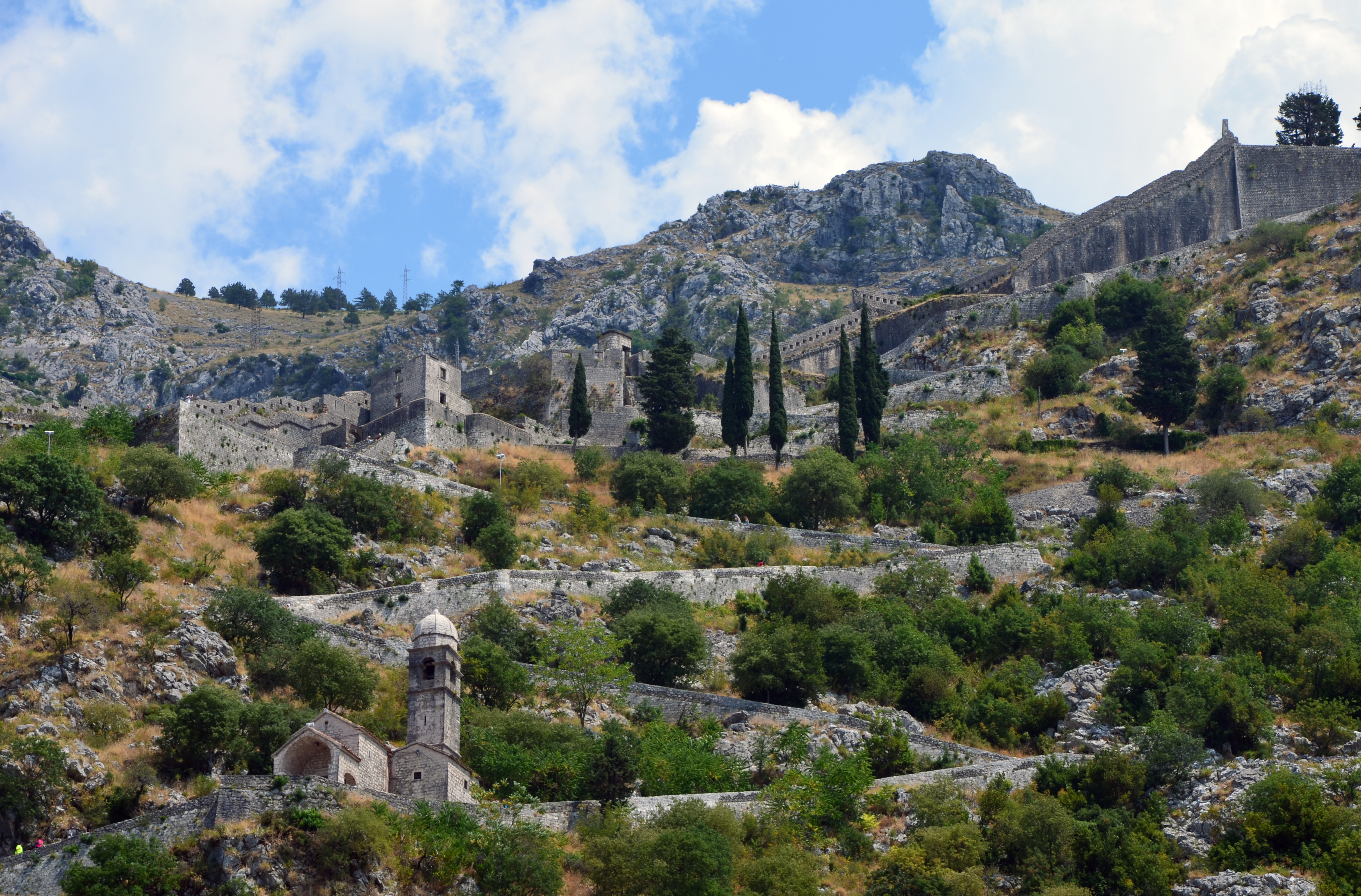
Un tratto delle fortificazioni di Cattaro.

Le fortificazioni della città consistono in un sistema di edifici militari posti a difesa della Cattaro medievale. Questi includono le mura cittadine con porte e bastioni, che salgono verso la montagna, il castello di San Giovanni e alcune strutture di supporto. Alcune di queste strutture risalgono all'epoca romana e bizantina, ma la maggior parte delle fortificazioni fu eretta durante il dominio veneziano, iniziato nel 1420. Successivamente furono apportate alcune modifiche sotto il dominio austriaco.

### La regione di Cattaro

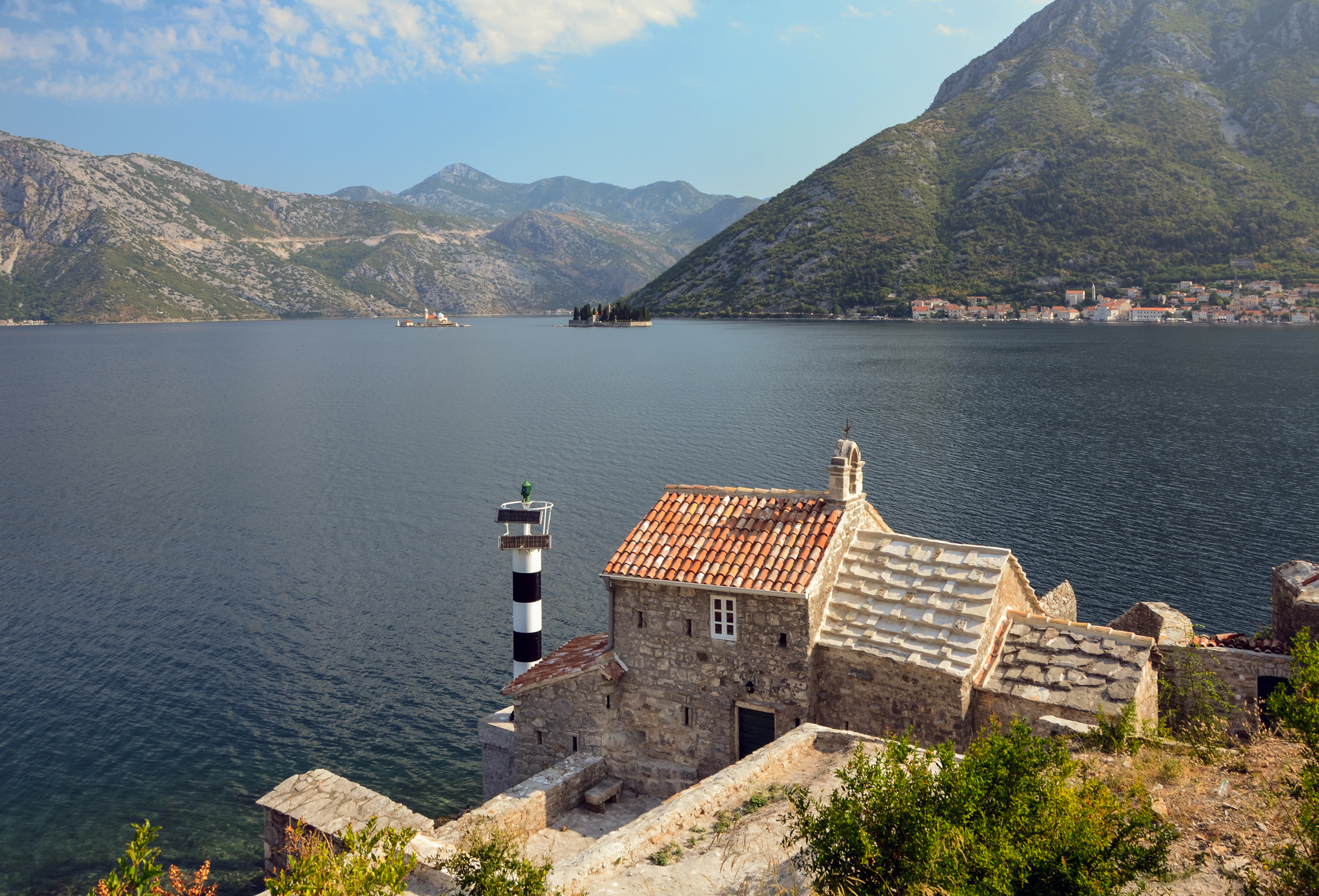
Vista delle Bocche di Cattaro con le isole di San Giorgio e Madonna dello Scalpello.

La regione inclusa nel sito UNESCO è costituita dalle bocche di Cattaro (nella parte interna rispetto allo stretto di Verige) e dalle montagne e città circostanti, tra le quali, in particolare, Risano e Perasto, oltre a Cattaro. Sono parte del sito anche le isole di San Giorgio (Sveti Đorđe) e Madonna dello Scalpello (Gospa od Škrpijela).

## Conservazione
Nel 1979, quando il sito fu inserito nella lista dei patrimoni dell'umanità, fu anche inserito nella lista dei patrimoni dell'umanità in pericolo a causa dei danni provocati da un terremoto che aveva colpito la zona il 15 aprile 1979. Grazie a importanti sforzi internazionali molti di questi danni, soprattutto nella zona di Cattaro, sono stati mitigati e del 2003 il sito non è più considerato in pericolo.
Tuttavia questo patrimonio è soggetto a erosione degli agenti atmosferici e al rischio di altri sismi che potrebbero comprometterne l'integrità. Il rischio più grande, però, proviene probabilmente dall'attività umana: sono stati osservati sviluppi del tessuto urbano che risultano incongruenti con gli obiettivi di tutela e conservazione del sito. Tra i progetti che potrebbero minare l'autenticità del patrimonio, c'è quello per la realizzazione di un ponte sullo stretto di Verige, tra Capo Santa Nedjelja e Capo Opatovo, che ridurrebbe il traffico della Strada Maestra Adriatica, attualmente costretto a servirsi di traghetti per attraversare la baia.
Un rapporto dell'UNESCO del 2008 suggerisce di reinserire il sito nella lista dei patrimoni in pericolo, considerando il suo aspetto paesaggistico oltreché quello culturale.